# يان فوغوروفسكي
يان فوغوروفسكي (7 أغسطس 1996 بكازاخستان - ) هو لاعب كرة قدم كازاخستاني في مركز الوسط. شارك مع منتخب كازاخستان تحت 21 سنة لكرة القدم. أما مع النوادي، فقد لعب مع نادي كايرات وFC Sunkar ‏ وFC Kaisar ‏.

## روابط خارجية
- يان فوغوروفسكي على موقع الاتحاد الدولي (مؤرشف)  (الإنجليزية)
- يان فوغوروفسكي على موقع الاتحاد الأوربي (الإنجليزية)
- يان فوغوروفسكي على موقع قاعدة بيانات كرة القدم.إي يو (الإنجليزية)
- يان فوغوروفسكي على موقع ناشيونال فوتبول تيمز (الإنجليزية)
- يان فوغوروفسكي على موقع Soccerway.com (الإنجليزية)
- يان فوغوروفسكي على موقع عالم كرة القدم.نت (الإنجليزية)